# Bjerrumlängd
En Bjerrumlängd (efter den danske kemisten Niels Bjerrum 1879-1958 ) är en kemisk parameter som beskriver hur långt energin från laddade partiklar når vid en viss temperatur. Värdet på parametern kan användas för att bestämma om två laddade partiklar är bundna till varandra eller ej. Definitionen av en Bjerrumlängd är det avstånd vid vilket den elektrostatiska interaktionen mellan två elementarladdningar är jämförbar i storlek med den termiska energin. Längdskalan är en naturlig del i diskussionen av eletrostatiska, elektrodynamiska och elektrokinetiska fenomen i elektrolyter, polyelektrolyter och kolloidala system. 
Bjerrumlängden i SI-enheter är definierad som
{\displaystyle \lambda _{B}={\frac {e^{2}}{4\pi \varepsilon _{0}\varepsilon _{r}\ k_{B}T}},}
där {\displaystyle e} är elementarladdningen, {\displaystyle \varepsilon _{r}} är mediets relativa dielektriska konstant och {\displaystyle \varepsilon _{0}} är den elektriska konstanten. För vatten i rumstemperatur ({\displaystyle T=300{\mbox{ K}}}), {\displaystyle \varepsilon _{r}\approx 80}, vilket medför att {\displaystyle \lambda _{B}\approx 0.7{\mbox{nm}}}.